# Владин савјет (Монако)
Владин савјет (фр. Conseil de gouvernement) највиши је извршни орган кнеза Монака.
Састоји се од шест чланова: државног министра (предсједника) и пет савјетника: за унутрашње послове, за финансије и привреду, за околину и просторно планирање, за социјална питања и здравље и за спољне послове. Владин савјет подноси законске предлоге кнезу Монака и расправља о кнежевим указима и министарским наредбама.